# A Midsummer Night's Sex Comedy
A Midsummer Night's Sex Comedy es una película estadounidense de 1982 escrita, dirigida y protagonizada por Woody Allen.

## Argumento
A principios del siglo XX, el distinguido filósofo Leopold (José Ferrer) y su prometida mucho más joven, Ariel (Mia Farrow), van a pasar un fin de semana en la casa de campo de la prima de Leopold, Adrian (Mary Steenburgen) y su pareja, el inventor, Andrew (Woody Allen). También están invitados el doctor Maxwell (Tony Roberts) y su última novia, la enfermera de pensamiento liberal, Dulcy (Julie Hagerty). A lo largo del fin de semana, viejos romances vuelven a encenderse, se desarrollan otros nuevos, y todo el mundo termina escabulléndose a espaldas de los demás.

## Reparto
| Actor                 | Personaje                |
| --------------------- | ------------------------ |
| Woody Allen           | Andrew                   |
| Mia Farrow            | Ariel Weymouth           |
| José Ferrer           | Profesor Leopold Sturges |
| Julie Hagerty         | Dulcy Ford               |
| Tony Roberts          | Dr. Maxwell Jordan       |
| Mary Steenburgen      | Adrian                   |
| Adam Redfield         | Estudiante Foxx          |
| Moishe Rosenfeld      | Sr. Hayes                |
| Timothy Jenkins       | Sr. Thomson              |
| Michael Higgins       | Reynolds                 |
| Sol Frieder           | Carstairs                |
| Boris Zoubok          | Purvis                   |
| Thomas Barbour        | Blint                    |
| Kate McGregor-Stewart | Sra. Baker               |

## Comentarios
Es una particular versión entre Sonrisas de una noche de verano de Ingmar Bergman y La regla del juego de Jean Renoir. Es una comedia de enredos de época, en la que el cineasta aprovecha su habilidad para entretejer historias y para la comedia física.
Una de las tantas películas que Woody Allen hace pareja con su ex Mia Farrow.
- Datos: Q1306629